# 駐尼加拉瓜外交機構列表

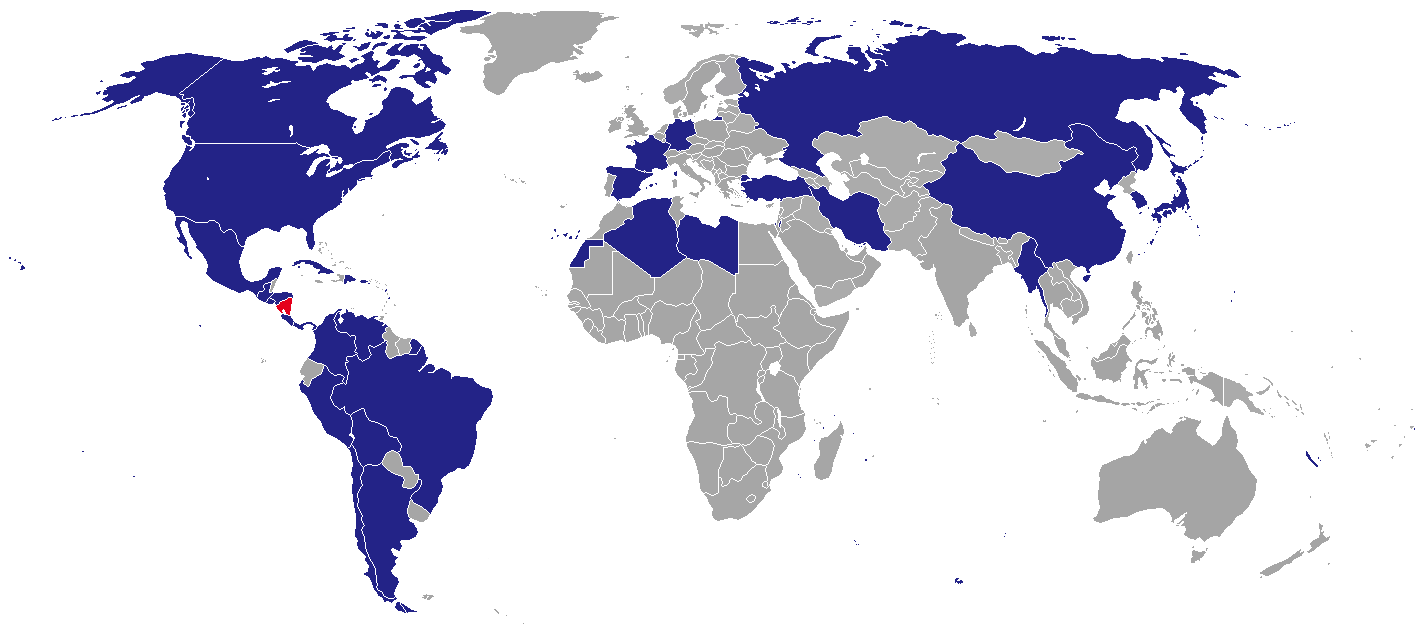
在尼加拉瓜常設外交機構的國家一覽
尼加拉瓜
在尼加拉瓜常設外交機構的國家

駐尼加拉瓜外交機構列表列出了各國駐在尼加拉瓜的外交代表機構，包含大使館、領事館及代表處等。目前，該國首都馬拿瓜共駐有32個大使館。
尼加拉瓜與許多不結盟國家及社會主義傾向國家有著緊密的關係。
本列表不包含名譽領事館。

## 設於馬拿瓜的大使館
- 阿布哈茲[1]
- 阿根廷
- 玻利维亚[2]
- 巴西
- 加拿大
- 智利
- 中国（详情）[3]
- 哥伦比亚
- 古巴
- 薩爾瓦多
- 法國
- 德国
- 伊朗
- 義大利
- 日本
- 利比亞
- 盧森堡[4]
- 墨西哥
- 巴勒斯坦
- 巴拿马
- 秘魯
- 俄羅斯
- 撒拉威阿拉伯民主共和國
- 馬爾他騎士團
- 西班牙
- 美国
- 委內瑞拉

## 代表處/辦公室
- 欧盟（代表處）
- 瑞士（瑞士合作辦公室）[5]

## 總領事館
- （駐奇南德加）

## 非常駐
若未列明，則皆駐於墨西哥城：
- 阿尔及利亚
- 安哥拉（哈瓦那）
- [6]
- 奥地利
- （纽约）[7]
- （华盛顿哥伦比亚特区）
- 比利时（巴拿馬城）
- （瓜地馬拉市）
- 保加利亚[8]
- 布吉納法索（哈瓦那）
- 刚果共和国（哈瓦那）
- （纽约）[9]
- 賽普勒斯
- 捷克（聖荷西）
- 刚果民主共和国（哈瓦那）
- 丹麦
- 多米尼克（哈瓦那）
- 埃及（巴拿馬城）
- 斐济（华盛顿哥伦比亚特区）
- 芬兰
- （哈瓦那）
- 希腊
- 几内亚（哈瓦那）
- （哈瓦那）
- 海地（巴拿馬城)
- 匈牙利（哈瓦那）
- 冰島（渥太華）
- 印度尼西亞（巴拿馬城）
- 伊拉克
- 爱尔兰[10]
- 以色列（聖荷西）
- 牙买加
- 賴索托（渥太華）
- 馬爾地夫（纽约）
- 马来西亚（哈瓦那）
- （渥太華）
- 摩洛哥
- 莫桑比克（哈瓦那）
- 新西兰
- 奈及利亞（哈瓦那）
- 挪威[11]
- 巴基斯坦
- 巴拉圭（巴拿馬城）
- 菲律賓
- 波蘭（聖荷西）
- 葡萄牙
- 羅馬尼亞
- （华盛顿哥伦比亚特区）
- 塞爾維亞
- 斯洛伐克
- 沙烏地阿拉伯
- （华盛顿哥伦比亚特区）
- 南非
- 苏里南（华盛顿哥伦比亚特区）
- 瑞典（瓜地馬拉市）[12]
- 瑞士（聖荷西）
- 泰國
- 土耳其（聖荷西）
- 阿联酋（聖荷西）
- 英国（聖荷西）
- 越南（哈瓦那）
- 辛巴威（哈瓦那）

## 原有的大使館
- 丹麦 [13]
- [14]
- 芬兰
- 聖座[15]
- 冰島 [16]
- 英国
- 乌拉圭
- 中華民國（臺灣）（大使館）
- 荷蘭